# Ongewenstverklaring
De ongewenstverklaring is een maatregel in het Nederlandse vreemdelingenrecht, dat procedureel valt onder het bestuursrecht. Een in Nederland verblijvende vreemdeling kan op grond van het bepaalde in artikel 67 van de Vreemdelingenwet 2000 door de verantwoordelijke minister van Justitie ongewenst worden verklaard.  Op ongewenst verklaarde vreemdelingen rust de rechtsplicht Nederland onmiddellijk te verlaten.
Een vreemdeling die zich zonder verblijfstitel in Nederland bevindt, is nog niet zonder meer strafbaar. Dat is pas anders wanneer de maatregel tot ongewenstverklaring is opgelegd.
Verblijft een vreemdeling ondanks een opgelegde maatregel van ongewenstverklaring tóch in Nederland, dan begaat deze daarmee een strafbaar feit. Verblijf in weerwil van een ongewenstverklaring wordt op grond van het bepaalde in artikel 197 Wetboek van Strafrecht bestraft met een gevangenisstraf van ten hoogste zes maanden of een geldboete van de derde categorie. 
Een ongewenstverklaarde vreemdeling kan geen rechtmatig verblijf hebben in Nederland. Dit bepaalt artikel 67 lid 3 Vreemdelingenwet 2000. De vreemdeling die met een ongewenstverklaring wordt geconfronteerd moet Nederland onmiddellijk verlaten. In de praktijk betekent dit dat een vertrektermijn van 24 uur wordt gegund (B1/4.9 Vc). Een vreemdeling die niet uit eigen beweging het land verlaat, kan worden uitgezet, op grond van het bepaalde in artikel 45 lid 1 onder b van de Vreemdelingenwet 2000.
Artikel 67 lid 1 van de Vreemdelingenwet 2000 vermeldt vijf gronden waarop een vreemdeling ongewenst kan worden verklaard.
De ongewenstverklaring kan plaatsvinden op grond van (a) het feit dat de betreffende vreemdeling niet rechtmatig in Nederland verblijft en bij herhaling een bij de Vreemdelingenwet strafbaar gesteld feit heeft gepleegd, (b) bij onherroepelijk geworden rechterlijk vonnis is veroordeeld wegens een misdrijf waartegen een gevangenisstraf van drie jaren of meer is bedreigd dan wel hem ter zake de maatregel als bedoeld in artikel 37a van het Wetboek van Strafrecht is opgelegd (tbs), (c) indien de vreemdeling een gevaar vormt voor de openbare orde of nationale veiligheid en geen rechtmatig verblijf heeft als bedoeld in artikel 8, onder a tot en met e, dan wel l van de Vreemdelingenwet, (d). ingevolge een verdrag waarbij Nederland partij is of (e) in het belang van de internationale betrekkingen van Nederland.